# Lakeland Terrier
Der Lakeland Terrier ist eine von der FCI anerkannte britische Hunderasse (FCI-Gruppe 3, Sektion 1, Standard Nr. 70).

## Herkunft und Geschichtliches
Der Ursprung des Lakeland Terriers liegt im Lake District (Seengebiet) in Nordengland: Die dortigen Farmer brauchten einen furchtlosen, kleinen Hund zur Fuchsjagd. Deshalb kreuzten sie ab Anfang des 19. Jahrhunderts in die urtümlichen Old English Black and Tan Terrier den Bedlington Terrier ein, um eine Verbesserung des Charakters zu erzielen. Außerdem wurde wegen seines drahtigen, Wasser abstoßenden Fells der Border Terrier eingezüchtet. Heraus kam ein wendiger und mutiger kleiner Hund, der in Höhlen und Gebirgszügen die Füchse aufstöbern konnte. Bis der Lakeland Terrier 1912 seinen endgültigen, heutigen Namen erhielt, hatte er schon viele Taufen hinter sich: Fell Terrier, Cumberland Terrier oder Westmoreland Terrier waren nur einige seiner Bezeichnungen. Als sich die Züchter schließlich einigen konnten, hatte der Lakeland Terrier jedoch noch keine offizielle Anerkennung erhalten. Diese erfolgte erst im Jahr 1928 durch den Kennel Club. In England und den USA war diese Terrierrasse neben ihrem Jagdhund-Dasein einst ein sehr beliebter Ausstellungshund, doch ihr Bestand ging in den letzten Jahren etwas zurück. In Deutschland ist der Lakeland nach wie vor selten.

## Beschreibung
Der robuste und derbe Hund, der dem Welsh Terrier ähnelt, sollte nicht größer als 37 cm (14,5 ins) werden und etwa 7 bis 8 kg wiegen. Lakeland Terrier haben dichtes Drahthaar mit weicher Unterwolle und sind in verschiedenen Farben zu sehen. Die Palette reicht von rot, weizen, schwarz und loh, über blau und loh bis hin zu rotgrizzle, blau, leberfarben oder ganz schwarz. Die kleinen Ohren werden tief nach vorne gekippt getragen. Sein Hals ist lang und leicht gebogen, der Rücken kurz und gerade. Insgesamt wirkt er kompakt und muskulös. Das Auftreten des Lakeland Terriers ist furchtlos, flink und voller Selbstvertrauen.

## Wesen
Ein Lakeland Terrier ist ein fröhlicher, freundlicher, verspielter, geschickter Hund. Er ist selbstbewusst und kühn und ein guter Wächter. Er liebt das Wasser und springt gerne in Gräben und Teiche. Nicht nur Geduld, sondern vor allem Konsequenz ist bei der Erziehung erforderlich.

## Haltung und Pflege
Als Welpen haben diese Terrier noch ein weiches Fell, mit etwa 18 Wochen legen sie sich jedoch ihr Drahthaar zu. Ab diesem Zeitpunkt sollte es alle 3 bis 4 Monate getrimmt werden. Ansonsten brauchen Lakeland Terrier viel Bewegung, müssen aber nicht jeden Tag ein bestimmtes Pensum laufen, um ruhig zu bleiben. Gewöhnt man sie schon als Welpen daran, können sie auch hin und wieder in der Wohnung allein bleiben.